# Brigade Harel
Pour les articles homonymes, voir 10e brigade.
La brigade Harel (hébreu : חטיבת הראל, Hativat Harel) est une brigade de réserve des forces de défense israéliennes subordonnée au Commandement méridional.
Elle joua un rôle crucial dans la guerre de Palestine de 1948. C'est l'une des anciennes divisions du Palmah, la force combattante d'élite de la Haganah, qui demeure au sein des forces de défense israéliennes.

## Histoire

### Guerre d'indépendance

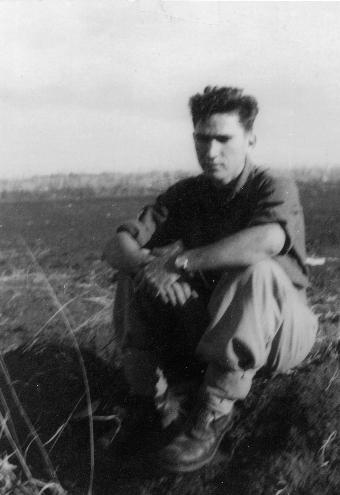
Rafael Eitan, commandant de la compagnie A du 4e bataillon, brigade Harel (1948).

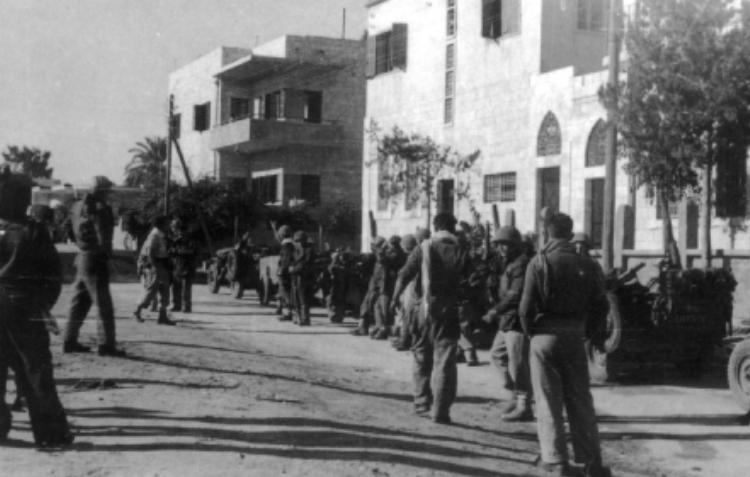
Ramla en 1948. QG du 10e bataillon, brigade Harel.

La brigade Harel est créée le 16 avril 1948 en tant que division du Palmah, peu après l'opération Nachshon. L'unité est composé de trois bataillons : Sha'ar Hagai – connu sous le nom de 1er bataillon ; Ha-portzim - connu sous le nom de 2e bataillon ; Giv'ati ou 54e bataillon. Elle rassemble 1 400 hommes tous ayant combattu lors de l'opération Nachshon dans la région de Jérusalem. Son nom Harel (« montagne de Dieu ») vient du mont Sion à Jérusalem.
Cette unité d'infanterie est dirigée par Yitzhak Rabin, son premier commandant, avant d'être ensuite remplacé par Joseph Tabenkin (en),. Au début de la guerre de Palestine de 1948, la guerre d'indépendance israélienne, les unités Palmah deviennent des unités de combat tactiques. En avril 1948, la brigade Harel, alias la 10e brigade, est créée pour commander la totalité des unités présentes dans les collines de Jérusalem.
Dès sa création, la brigade commence l'opération Harel, continuation directe de l'opération Nachshon, entre le 16 et le 21 avril 1948. Le 22 avril, la brigade est affectée à l'opération Yevusi dans le but de prendre le contrôle des crêtes nord surplombant Jérusalem, puis de prendre le contrôle des quartiers sud de la ville. Au cours de cette opération, la brigade dénombre trente-trois morts dans la bataille de Nebi Samuel et dix-neuf morts dans le quartier de Katamon,.
Lors de l'opération Maccabée au cours de la première moitié de mai 1948, la brigade Harel prend le contrôle du couloir de Jérusalem et ouvre la route jusqu'à Sha'ar HaGai (en). Du 17 au 19 mai, une force Harel capture le mont Sion et entre dans le quartier juif de la vieille ville de Jérusalem.
Plus tard, la brigade participe à l'opération Dani, à l'opération Ha-Har (en) et à l'opération Horev (en).
Le site Web du mémorial du Palmah dénombre 274 pertes parmi la brigade Harel. Trente-quatre ont été tués à Nabi Samuel et dix-huit à Katamon.

### Crise de Suez
En 1956, pendant la crise du canal de Suez, la brigade combat en tant que brigade d'infanterie, commandée par Shmuel Gudar. En 1959, la brigade est transformée en unité de réserve du corps blindé.

### Guerre des Six Jours
Pendant la guerre des Six Jours, la brigade Harel déploie des chars Sherman lors de combats à Har Adar, au nord de Jérusalem, et continue à capturer Ramallah.

### 21esiècle
En 2014, la brigade rejoint la 252e division et participe à l'opération Bordure Protectrice.
En octobre 2023, sous les ordres du colonel Itamar Michaeli, la brigade participe aux combats dans et autour de la ville de Beit Hanoun dans le cadre de l'opération Épées de fer,.

## Unités
- 10e brigade blindée « Harel » (réserve)
  - 383e bataillon blindé
  - 429e bataillon blindé
  - 7007e bataillon blindé
  - 924e bataillon de combattant du génie
  - Bataillon logistique
  - Compagnie de transmissions